# Bleiche Schwertlilie
Die Bleiche Schwertlilie (Iris pallida), auch Blasse Schwertlilie oder Dalmatinische Iris, ist eine endemische Bartiris der Küstenhochlagen Dalmatiens in Slowenien, Kroatien, Montenegro und der Herzegowina.

## Beschreibung
Iris pallida ist eine ausdauernde krautige Pflanze, die Wuchshöhen von 50 bis 80 cm erreicht.
Der aufrechte Stängel ist rund und wenig verzweigt. Die Blätter sind zweizeilig reitend. Das Perigon ist cremeweiß, manchmal mit unregelmäßigen kleinen violetten Punkten und am Grund braun geadert. Der Bart ist auf dem äußeren Perigon gelb, die Staubblätter so lang wie die Staubbeutel. Die Hochblätter sind am Rand trockenhäutig.
Die Bleiche Schwertlilie enthält das bizyklische Triterpen Iripallidal, das zur gleichen Familie wie Paclitaxel gehört. Die Verbindung induziert in verschiedenen Tumorzelllinien Apoptose, wirkt anti-proliferativ und inhibiert den AKT/mTOR- und STAT3-Signalweg. Iripallidal hat daher ein hohes pharmakologisches Potenzial, insbesondere als mögliches Therapeutikum von Glioblastomen.
Die Chromosomenzahl beträgt 2n = 24, seltener 20.

## Vorkommen und Verbreitung

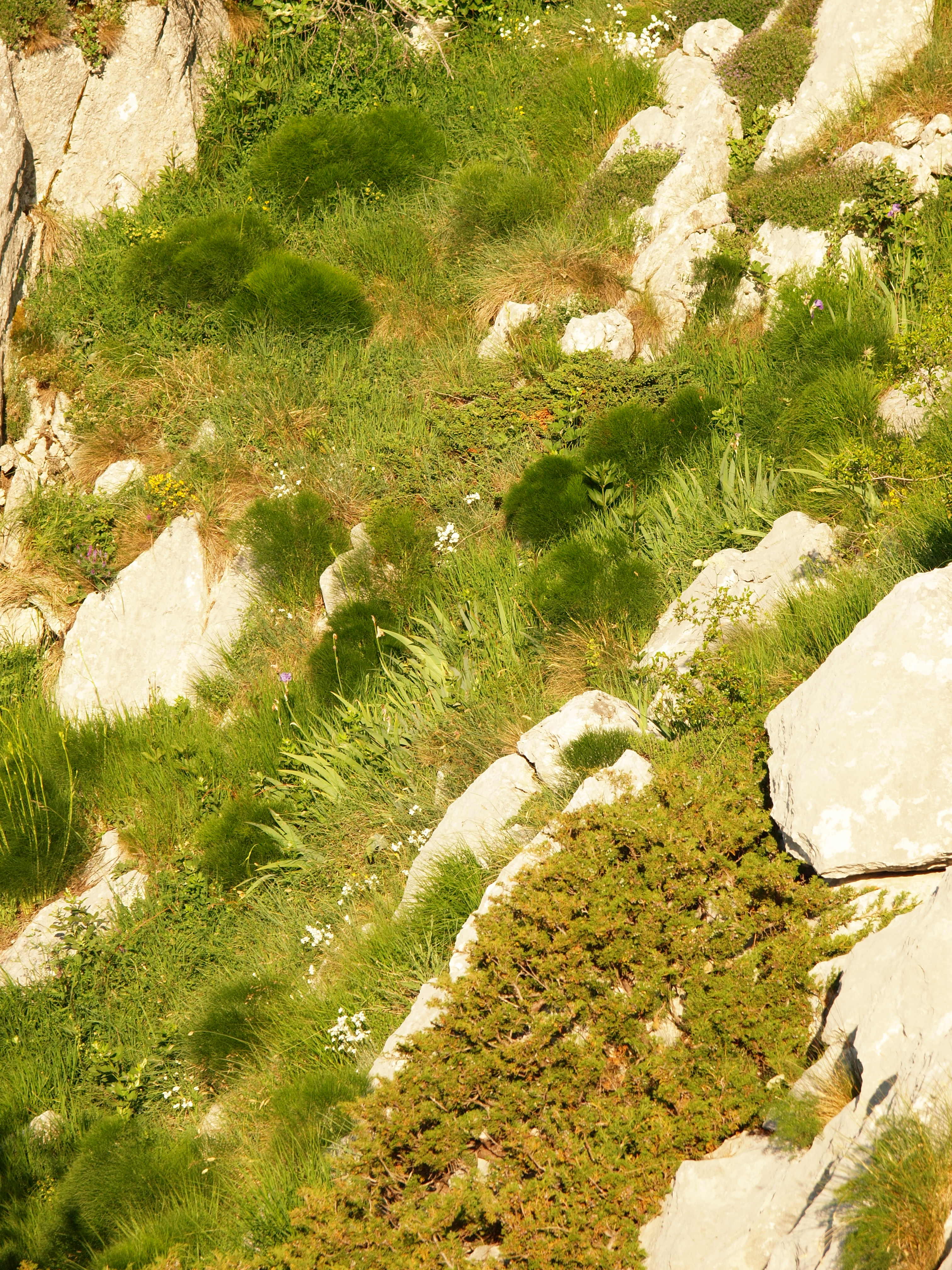
Gebirgspopulation von Iris pallida subsp. pseudopallida auf 1550 m Höhe im Orjen, Montenegro

Iris pallida kommt aus den sommertrockenen Karstgebieten in Dalmatien, Montenegro, der Herzegovina, Slowenien und Albanien. Einzelpopulationen wurden aber auch noch aus dem kroatischen Binnenland beschrieben. In der Natur wächst Iris pallida agg. von der Küste und den vorgelagerten Inseln bis in höhere Stufen der Gebirge (Orjen, Lovčen, Prokletije). Sie besiedelt Trockenrasen sowie Felsstandorten in sonniger Lage.
Die Bleiche Schwertlilie wird heute vielfältig kultiviert, unter anderem für die Parfümherstellung in Italien und Frankreich.

## Systematik

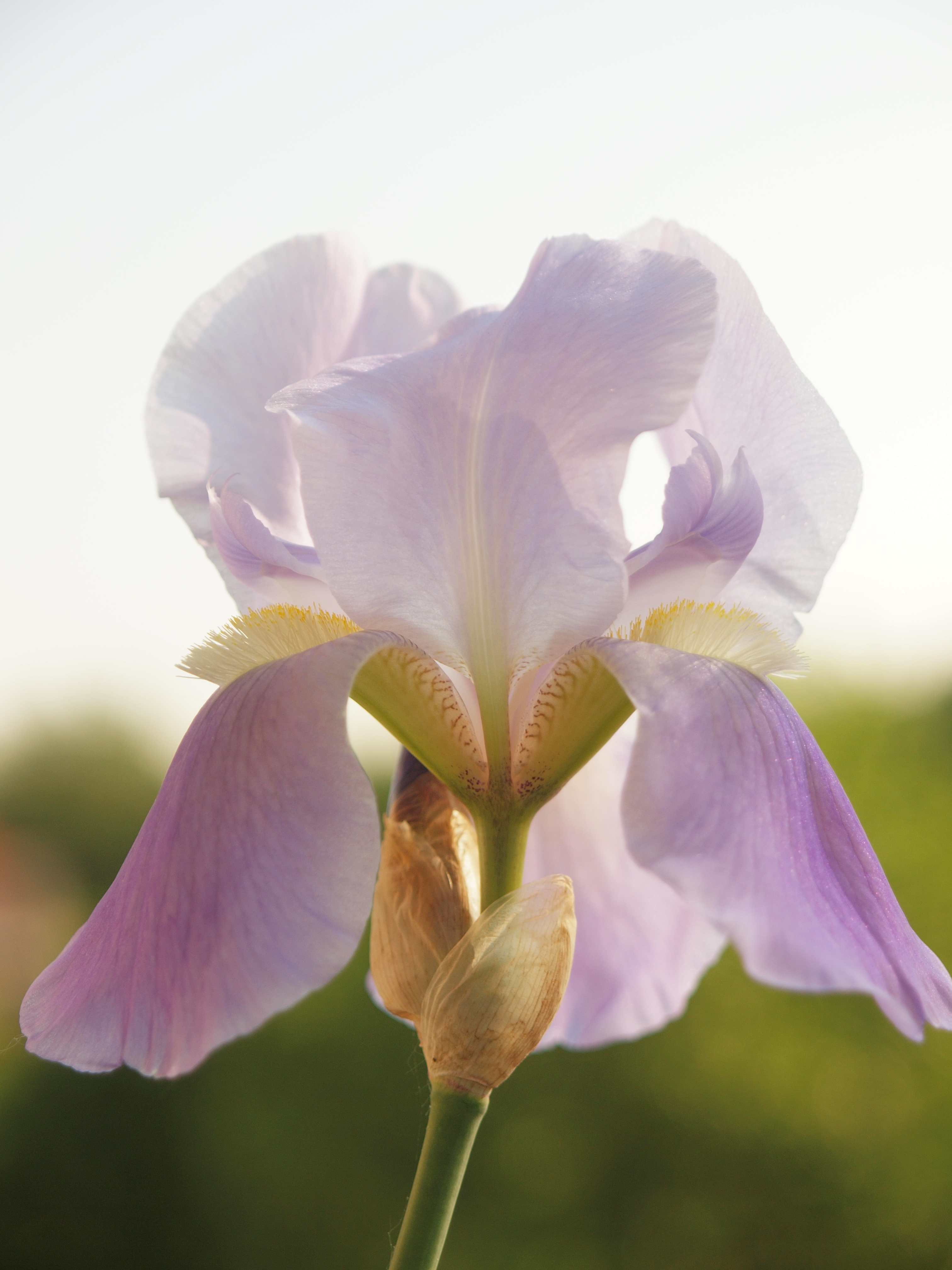
Blüte einer kultivierten Wildpflanze aus Montenegro der Unterart Iris pallida subsp. pseudopallida

Es gibt mehrere Unterarten, die aber von manchen Autoren als eigenständige Arten angesehen werden.
Neben der Nominatform sind dies:
- Iris pallida subsp. illyrica (Tomm. ex Vis.) K. Richt: Sie kommt vom nordöstlichen Italien bis zur nordwestlichen Balkanhalbinsel vor.[6]
- Iris pallida subsp. cengialti (Ambrosi) Foster: Sie kommt im nördlichen Italien vor.[6]
- Iris pallida subsp. pallida: Sie kommt ursprünglich vom nordöstlichen Italien bis zur nordwestlichen Balkanhalbinsel vor.[6]
- Iris pallida subsp. pseudopallida: Sie wird von manchen Autoren auch als Synonym zu Iris pallida subsp. illyrica gestellt.[6]

Eine nahe verwandte, aber eigenständige Art ist die Orjen-Schwertlilie (Iris orjenii).